# Cloudcroft
Cloudcroft falu Új-Mexikó Otero megyéjében és a Lincoln Nemzeti Erdő területén található. A népesség 2020-ban 750 fő volt. Annak ellenére, hogy egy nagyon száraz régióban helyezkedik el, magas tengerszint feletti elhelyezkedése (2644 méter), ami az egyik legmagasabb az Egyesült Államokban, a nyarai mérsékeltek, így Nyugat-Texas és Dél-Új-Mexikó egyik legnépszerűbb turisztikai pontja.

## Népesség
| 2010 | 674 |
| 2020 | 750 |

## Éghajlat
| Hónap                                                     | Jan.  | Feb.  | Már.  | Ápr.  | Máj. | Jún. | Júl. | Aug. | Szep. | Okt.  | Nov.  | Dec.  | Év    |
| --------------------------------------------------------- | ----- | ----- | ----- | ----- | ---- | ---- | ---- | ---- | ----- | ----- | ----- | ----- | ----- |
| Rekord max. hőmérséklet (°C)                              | 17,0  | 17,0  | 21,0  | 24,0  | 28,0 | 32,0 | 31,0 | 28,0 | 27,0  | 24,0  | 19,0  | 21,0  | 32,0  |
| Átlagos max. hőmérséklet (°C)                             | 5,8   | 7,0   | 10,4  | 14,4  | 18,8 | 23,5 | 22,3 | 21,6 | 19,6  | 15,6  | 10,3  | 6,0   | 14,6  |
| Átlaghőmérséklet (°C)                                     | −0,7  | 0,7   | 3,4   | 7,0   | 11,1 | 15,3 | 15,6 | 15,1 | 12,7  | 8,4   | 3,3   | −0,5  | 7,7   |
| Átlagos min. hőmérséklet (°C)                             | −7,2  | −5,7  | −3,6  | −0,4  | 3,4  | 7,1  | 8,9  | 8,6  | 5,7   | 1,1   | −3,6  | −7,0  | 0,6   |
| Rekord min. hőmérséklet (°C)                              | −23,0 | −29,0 | −16,0 | −12,0 | −8,0 | −2,0 | 3,0  | 1,0  | −3,0  | −15,0 | −20,0 | −24,0 | −29,0 |
| Átl. csapadékmennyiség (mm)                               | 40    | 43    | 37    | 22    | 31   | 56   | 140  | 127  | 82    | 54    | 35    | 55    | 722   |
| Forrás: https://w2.weather.gov/climate/xmacis.php?wfo=epz |       |       |       |       |      |      |      |      |       |       |       |       |       |